# Westland Whirlwind (helikopter)
Westland Whirlwind var en Brittisk licensbyggd version av den amerikanska helikoptern Sikorsky H-19 Chickasaw. Den tjänstgjorde primärt med den brittiska flottan, då för ubåtsjakt och räddningsaktioner.
Helikoptern har brukats med ett flertal länder, primärt militärt men även civilt.

## Versioner
WS-55 Serie 144 byggda; transporthelikopter för militär- och civilbruk. Försedd men amerikanska motorer av typen Pratt & Whitney R-1340-40 Wasp.
WS-55 Serie 219 byggda; Alvis Leonides Major 755 motor. Civilhelikopter.
WS-55 Serie 35 byggda; Bristol Siddeley Gnome 101 gasturbin. Civilhelikopter.
HAR.110 byggda; i tjänst med brittiska flottan som räddningshelikopter.
HAR.233 byggda; i tjänst med brittiska flygvapnet från 1955.
HC.2För brittiska flygvapnet.
HAR.325 byggda; Wright R-1300 Cyclone 7 motor. För brittiska flottan.
HAR.424 byggda; Förbättrad HAR.2 för varmt klimat på hög höjd. För brittiska flygvapnet.
HAR.53 byggda; Alvis Leonides Major motor och stjärtbommen sänkt med 3 grader på grund av större rotor. För brittiska flottan.
HAR.740 byggda; För brittiska flottan. 6 konverterade till HAR.9.
HAS.789 byggda; Ubåtsjaktversion försedd med en torped. 12 brukade av brittiska marinen som transport, 6 konverterade till HAR.9.
HCC.82 byggda; Royal Flight transport. Senare konverterade till HAR.10.
HAR.912 konverterade från HAS.7 och HAR.7. Försedd med en Bristol Siddeley Gnome gasturbin istället för en Leonides Major motor. För brittiska flygvapnet.
HC.10För brittiska flygvapnet.
HAR.1068 byggda; driven av en Bristol Siddeley Gnome gasturbin., för brittiska flygvapnet, transport och sjöräddning.
HCC.122 byggda; Royal Flight.

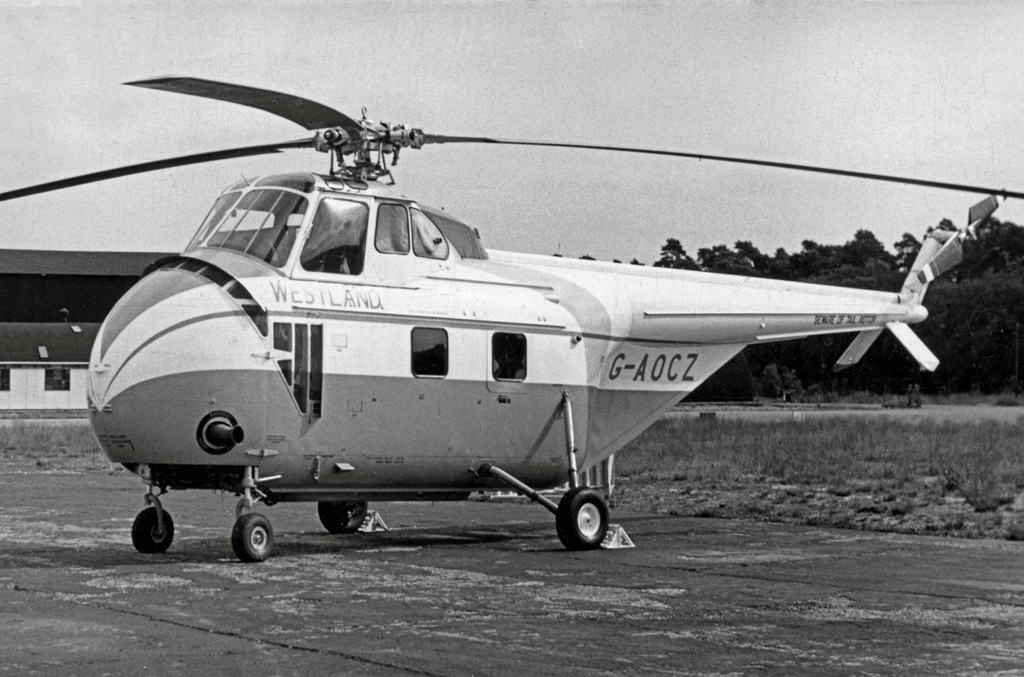
Whirlwind Serie 1 demonstrator 1955. Försedd med en P&W R-1340 motor.
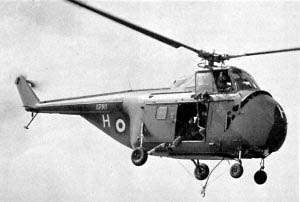
Whirlwind i brittiska flottan
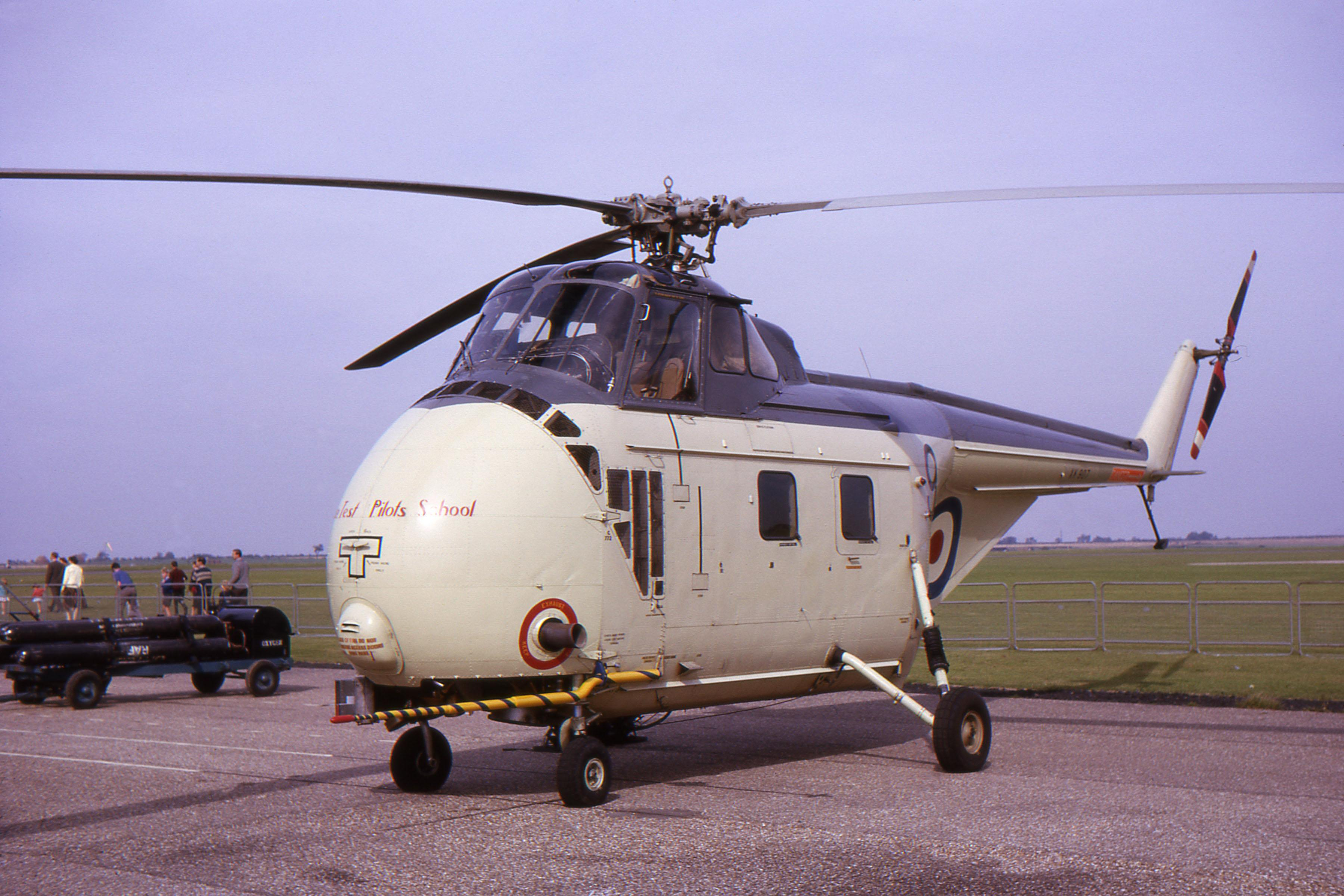
Whirlwind HAS.7 från "the Empire Test Pilots' School".
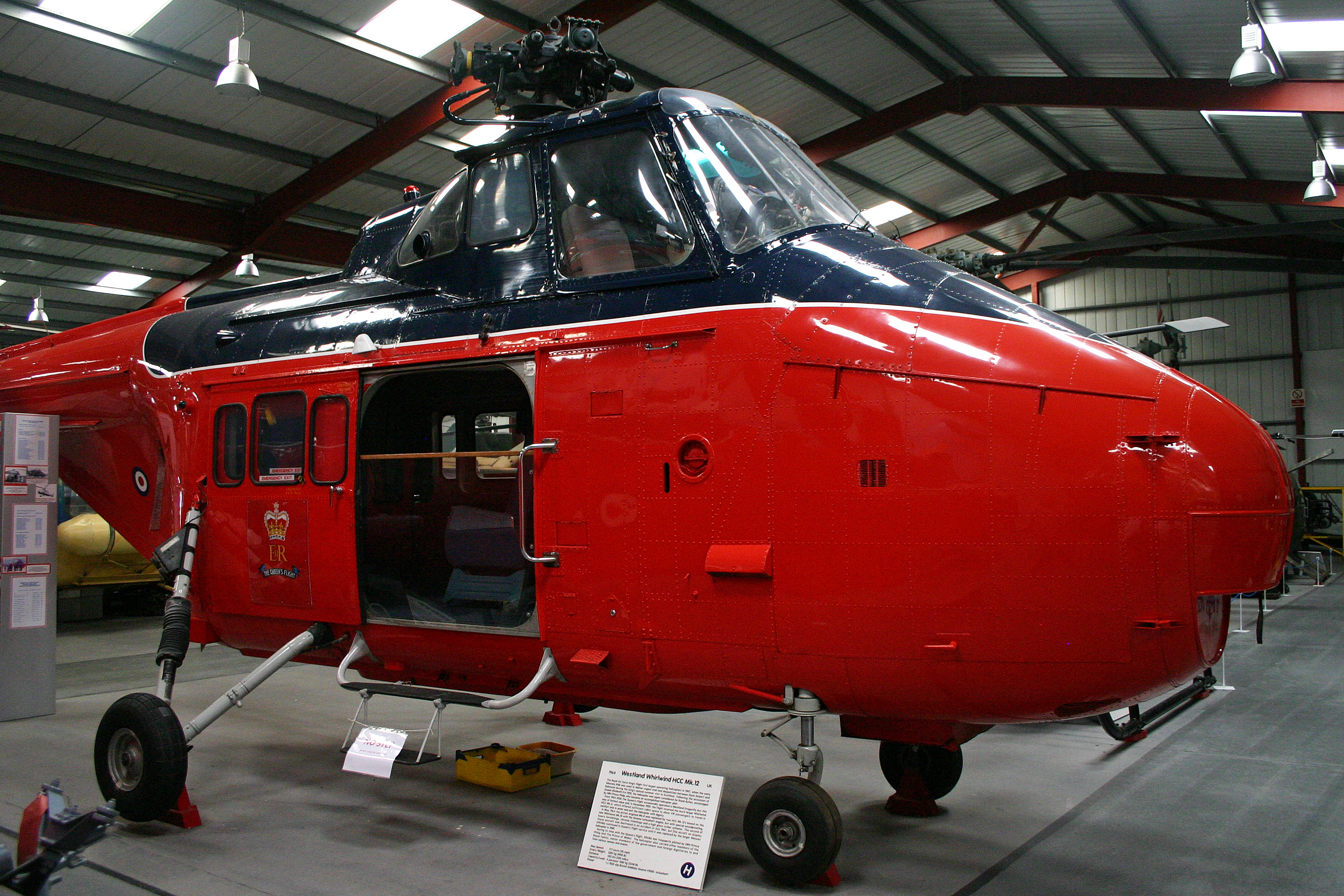
Whirlwind HCC.12 från "the Royal Flight".